# Martirologio romano

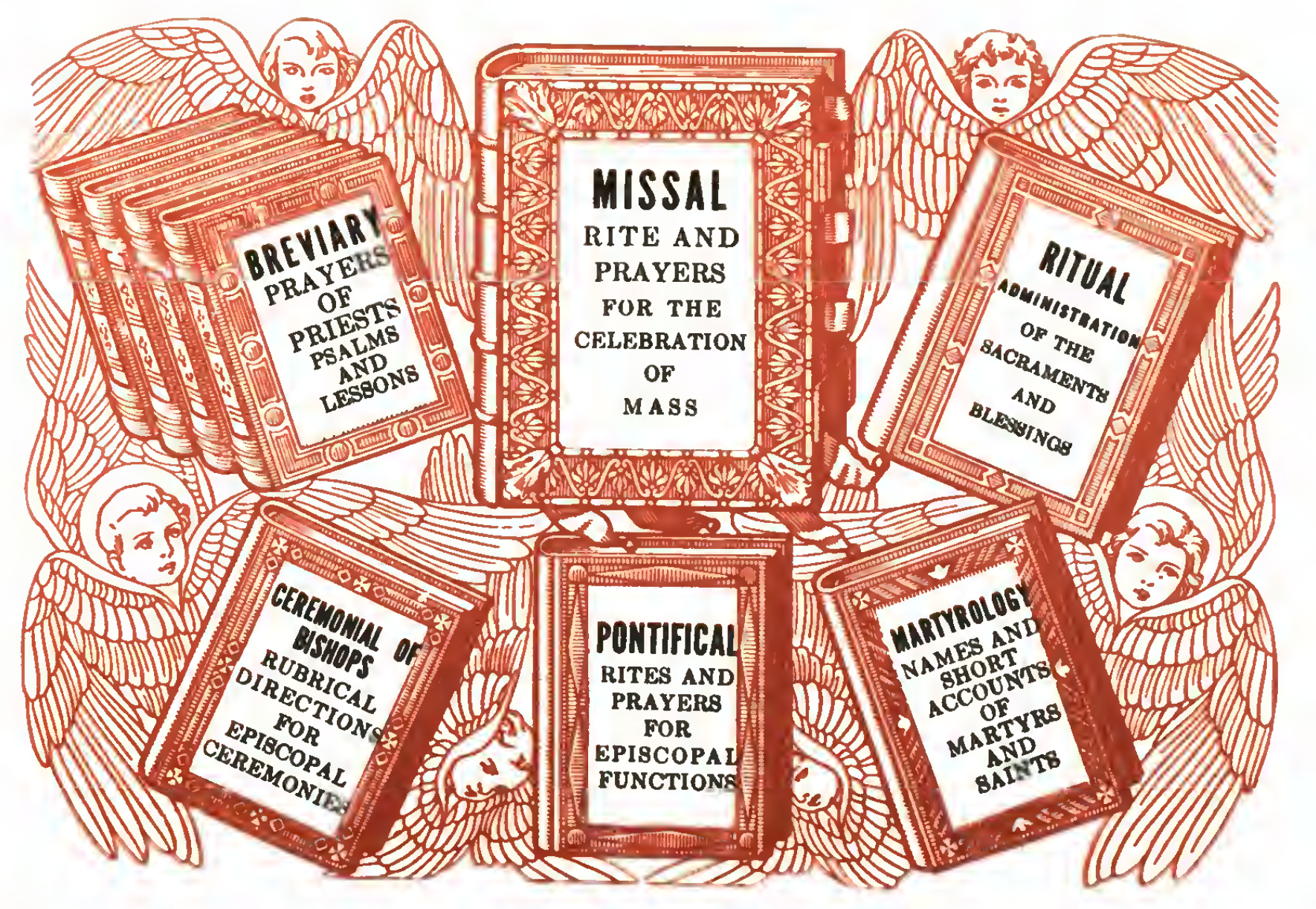
Martirologio de Santos que han sido martirizados.

Un martirologio es un catálogo de mártires y santos de la Iglesia católica ordenados según la fecha de celebración de sus fiestas. La palabra procede del griego martyr, «testigo», y logos, «discurso». Es el libro de los aniversarios de los mártires y por extensión de los santos en general, de los misterios y de los sucesos que pueden dar lugar a una conmemoración anual en la Iglesia católica. El orden que siguen los martirologios es el de los calendarios cristianos. La mayoría de los martirios se dieron en las diez persecuciones que sufrieron los cristianos por parte del Imperio romano, en concreto, las de Nerón, Domiciano, Trajano, Marco Aurelio, Septimio Severo, Maximiano, Decio, Valeriano, Aureliano y Diocleciano. También ha habido mártires en misiones a África, Asia o Hispanoamérica y en persecuciones de todas las épocas; y también en la actualidad.

## Origen de los martirologios
De ordinario los calendarios cristianos han precedido y contribuido a la formación de los martirologios. La mayor parte de elementos que intervienen en la formación de los primeros son directa o indirectamente comunes a los segundos, aunque los martirologios tendrán algunos elementos que desconoce el calendario. Esos elementos, comunes o no, son:
1. Las fiestas de los mártires. La veneración de los mártires nace en torno a sus sepulturas; inicialmente corresponde al culto tributado a los muertos en la antigüedad; los cristianos aportan una novedad, puesto que celebran el dies natalis no como hacían los paganos en el aniversario del nacimiento del difunto sino en la fecha del martirio o del óbito, o en algunos casos de la inhumación (depositio). A mediados del s. II, el Martyrium Polycarpi ofrece un testimonio de la veneración tributada a los mártires: los cristianos de Esmirna manifiestan su intención de celebrar con gozo el primer aniversario del martirio de su obispo Policarpo de Esmirna. Asimismo en el año 250, Cipriano de Cartago ordena que se anote escrupulosamente la fecha de la muerte de los confesores de la fe «a fin de que podamos unir su memoria a la de los mártires».
2. Las depositiones. En un primer momento se distinguió la Depositio Episcoporum de la Depositio Martyrum. La primera señala las fechas de la inhumación de los obispos y por consiguiente de la conmemoración correspondiente, la segunda las fiestas o aniversarios de los mártires.
3. La dedicatio ecclesiae. A partir del s. IV se introduce en los calendarios y martirologios la fecha de la consagración de la iglesia. El testimonio más antiguo conocido es el indicado en la Peregrinatio Egeriae: cada año se celebraba el recuerdo de la consagración de la iglesia edificada sobre el Calvario. Esta efeméride se indica en el calendario a veces de forma explícita, otras designando simplemente el nombre del santo titular.
4. Las traslaciones de las reliquias. El culto de las reliquias se sumó al de los mártires desde el momento en que fueron oficialmente abiertos sus sepulcros para sacar los restos de sus cuerpos o parte de ellos. Las traslaciones fueron muy frecuentes, sobre todo en África. Cuando no coincidían las fechas de la traslación y de la consagración de las iglesias (rito que exigió generalmente la traslación) había lugar a la introducción de una nueva memoria del santo.
5. Los fundadores de títulos. Desde antiguo se designa el nombre del fundador de la iglesia en los calendarios y martirologios; a menudo el nombre va acompañado de la mención «tituli conditor», y frecuentemente aparece el nombre a solas, lo cual ha dado lugar a errores hagiográficos. El martirologio jeronimiano, por ejemplo, convierte los simples titulares Ciríaco y Eusebio en mártires, evidentemente inexistentes.
6. Los confesores. Pasadas las épocas de persecución, la literatura cristiana ensalzó la heroicidad en la virtud de los ascetas y de las vírgenes —que sufrían un martirio espiritual incruento— y preparó los espíritus hasta que se llegó a una innovación: los santos no mártires penetraron en la liturgia, y con ello fueron introducidos en los calendarios y martirologios, a continuación de los obispos.

## Martirologio Siriaco
No se trata ya de un simple calendario, sino que es reconocido unánimemente como el martirologo más antiguo que se conoce. El manuscrito Siriaco, está fechado en Edesa (Mesopotamia) en noviembre del 411. Representa la traducción y resumen de un martirologo griego perdido, elaborado entre 362 y 381. Lleva como título: «Nombres de nuestros señores mártires y victoriosos, con las fechas en que recibieron sus coronas». Presenta la lista de nombres de los mártires del Imperio romano y a continuación siguen nombres de santos de Babilonia y Persia.
El martirologio Siriaco guarda una estrecha relación con la obra histórica de Eusebio de Cesarea, a quien incluye entre los santos. El compilador se sirvió además de los calendarios de otras iglesias.

## Martirologio Hieronymianum
Este gran catálogo de mártires y santos de los tiempos antiguos apareció en la primera mitad del s. VI. Fue llamado martirologio jeronimiano sin fundamento real en la tradición, para revestirle del peso de la autoridad de San Jerónimo. Es obra de un desconocido que tradujo del griego al latín el martirologio (perdido) que había dado lugar al martirologio Siriaco, y combinó con este texto las depositio romanas y el calendario de África. El martirologio jeronimiano presenta diversas fiestas que habrían ido introduciéndose en las iglesias locales y que ahora pasaban a engrosar el martirologio: la conmemoración de las dedicaciones de iglesias, los traslados de reliquias, los aniversarios de los titulares o fundadores de las iglesias, los benefactores insignes de las comunidades, los cuales, al igual que los ascetas prestigiosos, empezaron a ser venerados.

## Martirologios históricos
Se acostumbra a llamar así a los martirologios recopilados por diversos autores, a partir del s. VIII, en los cuales los nombres de los santos van acompañados de datos hagiográficos sacados de las pasiones y de otras fuentes literarias. En la base de estos trabajos de compilación está ante todo el martirologio jeronimiano. La denominación con que son conocidos no implica en ninguna manera que su valor histórico sea superior al de los otros. Se distinguen tres grupos: el inglés representado por el martirologio de Beda (m. 735); el grupo lionés con el martirologio lionés (s. IX), el martirologio de Floro de Lyon (m. ca. 860) y el martirologio de san Adón de Viena (m. 875), este último evidentemente tendencioso en el uso de las fuentes en que se inspira; por último el martirologio de Usuardo (m. 877), muy influido precisamente por la obra de Adón.

## Martirologio romano
El papa Gregorio XIII (1572-85), una vez consiguió implantar la reforma del calendario que lleva su nombre, se propuso ya en 1580 la publicación de un martirologio Romano oficial: una edición del martirologio susceptible de recibir su aprobación oficial. Nombró para ello una comisión especial, de la cual César Baronio fue de hecho el miembro más preclaro por su erudición y por su eficacia. Después de haber publicado algunos ensayos parciales, salió a la luz pública en Roma, en 1583, el Martyrologium Romanum ad novam Kalendarii rationem et ecclesiasticae histórice veritatem restitutum, Gregorii XIII Pont. Max. iussu editum. Al año siguiente apareció la primera edición oficial, «para la lectura en el coro», autentificada por la constitución apostólica Emendato del 14 de enero de 1584. El papa impone su uso exclusivo. En 1586 se publicó el Martyrologium Romanum cum notationibus Baronii que contiene las fuentes literarias de que se sirvió Baronio para la realización de su trabajo.
El Martirologio Romano tuvo una acogida calurosa. Las reimpresiones cundieron por todas partes, lo cual acarreó la multiplicación de errores. Las ediciones de Urbano VIII en 1630 y de Inocencio XI en 1681 presentan correcciones críticas más o menos felices e incluyen los nuevos santos. En 1748 aparece una nueva edición que lleva el sello de la autoridad de Benedicto XIV, quien se propuso únicamente corregir la obra de Gregorio XIII; interviene él mismo en persona en el trabajo de corrección; con su autoridad de pontífice, de erudito y de jurista toma decisiones respecto de algunos puntos problemáticos; así, suprime algunos nombres (los de Clemente de Alejandría y Sulpicio Severo, entre otros) y retiene otros que algunos discutían (el papa Siricio, p. ej.), En el siglo pasado, Pío X declara «típica» la edición de 1913; en 1922 se publicó otra edición «corregida» pero muy mal recibida por los eruditos modernos. Bajo el papa Pío XII se reedita el martirologio en 1948 y en 1956. Este último es el que emplean los católicos tradicionalistas.

### Reformas del Concilio Vaticano II
El 29 de junio de 2001 tiene lugar la publicación de una primera edición típica del Martyrologium romanum ex Decreto Sacrosancti Æcumenici Concilii Vaticani II Instauratum auctoritate Ioannis Pauli PP. II promulgatum, promulgado por la Congregación para el Culto Divino y la Disciplina de los Sacramentos mediante el Decreto Victoriam Paschalem Christi y aprobada por Juan Pablo II. Justo tres años después, el 29 de junio de 2004, se promulga una segunda edición típica, mediante el Decreto A Progenie in Progenies, donde se introdicen correcciones y actualizaciones a la primera. Esta segunda edición es la que permanece vigente.